# Venatrix pictiventris
Venatrix pictiventris là một loài nhện trong họ Lycosidae.
Loài này thuộc chi Venatrix. Venatrix pictiventris được Ludwig Carl Christian Koch miêu tả năm 1877.